# La Chartreuse de Parme
La Chartreuse de Parme är en opera i fyra akter och elva tablårer med musik av Henri Sauguet och libretto av Armand Lunel efter romanen Kartusianklostret i Parma (1839) av Stendhal. Det var Sauguets tredje opera och den hade premiär på Parisoperan 1939 men blev aldrig en del av världsrepertoaren.

## Bakgrund
Armand Lunel var gymnasielärare i filosofi i Monaco och försörjde sig även som författare av romaner och operalibretti. 1923 hade han skrivit librettot till Les Malheurs d’Orphée till sin vän Darius Milhaud, följt av Esther de Carpentras. Sauguet mötte Lunel genom Milhaud vid tiden för premiären av Les Malheurs d'Orphée i Paris och ånyo 1927 under förberedelserna för Sauguets balett La Chatte till Ballets Russes.
Komponerandet av La Chartreuse de Parme ägde rum under en lång och intensiv brevväxling mellan kompositör och librettist. Musiken komponerandes under tiden 1927 till 1928 vid samma tidpunkt som Sauguet utvecklades både som person och musiker.
Lunel var angelägen om att fokusera på alla aspekter i Stendhals roman: historien, politiken, sentimentaliteten men den slutliga texten koncentrerades på det senare för vilken Sauguets musik utgjorde en progressiv uppstigning emot en mer ren och sällsynt kärlek. Librettot inleds när Fabrice, som vägrar anamma militär hjältedyrkan, har avlagt ett hemligt besök hos sin mor och moster Gina nära gränsen mellan Schweiz och Italien. Han möter där Clélia. Samtliga kapitel i Bok 1: Ankomsten av Napoleon och hans följeslagare i Lombardiet, Fabrices militära rov och Waterloo; är utelämnade.
Opera är indelad i elva tablåer:
1. Mötet mellan Clélia och Fabrice på bergsturen från Como till Milano
2. Deras möte på La Scala
3. Firandet i Sanseverinas hus
4. Fabrices flykt från värdshuset
5. Fängelse
6. Fästningens torn
7. Fabrices återkomst till Gina
8. Fabrices flykt
9. Clélias trädgård
10. "Sermon aux lumières" i vilken Fabrice avsäger sig kärleken
11. Fabrices farväl

När väl klaverutdraget var fullbordat hösten 1937 inbjöd Hélène de Wendel kompositören att spela några utdrag efter en middag där en av gästerna var Julien Cain från Bibliothèque nationale och Institut de France, och Jacques Rouché från Parisoperan. Rouché blev imponerad och bad Sauguet att visa honom partituret, vilket han gjorde och sjöng samtliga roller; innan han hade sjungit klart hade Rouché accepterat att sätta upp verket på Parisoperan. Repetitionerna bestämdes till början av 1939.

## Uppförandehistorik
Efter generalrepetitionen gjordes en del strykningar och även efter premiären den 16 mars 1939 (trots att föreställningen ändå var fem timmar lång med tre mellanakter) och uppsättningen spelads på Parisoperan fram till juni samma år. Operan reviderades och hade nypremiär i Grenoble i samband med Olympiska vinterspelen 1968 med Georges Liccioni (Fabrice), Cora Canne-Meyer (Sanseverina) och Christiane Stutzmann (Clélia), allt dirigerat av kompositören.
Den sattes upp i Marseille 2012 dirigerad av Lawrence Foster med Sébastien Guèze, Marie-Ange Todorovitch och Nathalie Manfrino. Manuel Rosenthal dirigerade en fransk radioutsändning av verket på Théâtre des Champs-Élysées 1958 med Joseph Peyron, Geneviève Moizan och Denise Scharley.
La Chartreuse de Parme förblev hans bästa verk i genren. Medan den har beskrivits som ett något "konturlöst" verk, så var den omedelbart känslosam med enkla, bölkande melodiska linjer vilka förkroppsligade den franska känslostämningen vid tiden.

## Personer
| Roller                          | Röstläge    | Premiärbesättning 16 mars 1939 Dirigent: Philippe Gaubert |
| ------------------------------- | ----------- | --------------------------------------------------------- |
| Gina, Hertiginna de Sanseverina | sopran      | Germaine Lubin                                            |
| Clélia Conti                    | sopran      | Jacqueline Courtin                                        |
| Théodolinde, l'aubergiste       | mezzosopran | Germaine Hamy                                             |
| Une voix                        | sopran      | Madeleine Lalande                                         |
| Fabrice del Dongo               | tenor       | Raoul Jobin                                               |
| Comte Mosca                     | baryton     | Arthur Endrèze                                            |
| Général Fabio Conti             | bas         | Albert Huberty                                            |
| Ludovic                         | tenor       | Raoul Gourgues                                            |
| Barbone                         | basbaryton  | Jules Forest                                              |
| Le Maréchal des logis           | tenor       | André Pactat                                              |
| En röst                         | baryton     | Charles Cambon                                            |
| Två polismän                    |             | Madlen and Petitpas                                       |
| En fångvaktare                  | bas         | Léon Ernst                                                |
| En tjänare                      | tenor       | Jean Deleu                                                |
| Två gäster                      |             | Deshayes and Duval                                        |
| Kör                             |             |                                                           |

## Handling
Akt 1
Fabrice befinner sig nära ett värdshus på en bergsstig till Milano. Den unge Fabrice är på flykt och tillsammans med modern och mostern färdas de i en vagn för att söka skydd i Milano. Vagnen stoppas av polisen i jakt på en viss Conti som reser utan pass. Snart uppenbarar sig Conti med sin unga och vackra dotter Clélia. Conti eskorteras till Milano medan Fabrice erbjuder en plats i vagnen till Clélia. Andra tablån utspelas i Ginas loge på La Scala där hon tar emot liberala Milanobor som försöker frita Fabrice från den österrikiska polisen. 
Akt 2
I hertiginnan Sanseverinas palats pågår en bal. Fabrice är rädd att förlora Clélia; han förargar mostern genom att tala om kärlek och förolämpar Ginas älskare Mosca. Clélias fader hoppas finna en bättre friare till dottern men ett missförstånd mellan de unga uppstår när hon Fabrice säga att han älskar hertiginnan. När Fabrice frågar varför Clélia är ledsen ruar hon ut. I nästa scen blir Fabrice upptäckt i armarna på hustrun till aktören Giletti och en duell blir förestående. Fabrice segrar men måste fly; han skriver ett avskedsbrev till Gina.
Akt 3
Fabrice har tillfångatagits och satts i arrest på Castell'Arquato i Parma, där kommendanten är Général Conti. Han återser Clélia och matar hennes duvor - trots att hon har gått med på faderns önskan att gifta sig med Marquis Crescenzi. Fabrice vill heller stanna kvar i fängelset nära henne än fly. Clélia bestämmer sig för att rädda Fabrice som är i fara för att förgiftas på grund av sina åsikter om Napoleon. Gina planerar att frige honom men han vill endast gå om Clélia möter honom. I sista tablån möts de och Clélia svär att hjälpa honom, men därefter ska de två aldrig ses igen. De två kvinnorna ger Conti sömnmedel och Fabrice flyr med Gina.
Akt 4
Gina vakar över Fabrice, som har börjat måla. Mosca inser hur mycket Fabrice älskar Clélia. Han berättar att efter furstens död kan bannlysningen av Fabrice upphävas. Fabrice berger sig mot Parma. Mosca förenar sig med Gina. Fabrice och Clélia möts i kartusianklostret och han välsignar Clélias bröllop med markisen.

## Musiken
Sauguets längsta verk i traditionell till formen, men där tidigare verk hade karaktäriserats av klar struktur, skira harmonier och relativt rätlinjiga melodier, så tog hans musik nu en mer komplex harmonik med tänkbar påverkan från samtida ryska tonsättare.
Darius Milhaud (som bevistade sju föreställningar i rad) hävdade att han inte sett maken till kvalitet i Chartreuse de Parme sedan Pelléas et Mélisande eller Pénélope. Igor Stravinskij placerade operan "i linje med Georges Bizet, Léo Delibes, Milhaud, Francis Poulenc", medan Charles Koechlin sammanfattade sina åsikter om verket i tre ord: "naturel, simplicité, sincerité", och gjorde en jämförelse med Emmanuel Chabrier.
Öppningen av första tablån innehåller en poliskör värdig en operett. Därifrån växer musik via D-Dur till en mer öm Ess-Dur avdelning där de tre huvudpersonerna en efter en uttrycker sina känslor i en trio. I fjärde tablån skänker Sauguet Théodolindes sång en air av ålderdom. Emellanåt ekade Sauguets komponering av både Schubert och bel canto, där karaktärernas inre tumult plågas. Den andra tablån slutar med en kvintett som i en grand opera: protagonisterna (Clélia, Gina, Fabrice, Mosca och Général) sjunger ett enkelt tema som mynnar ut i var och ens karaktär, från Fabrices unga entusiasm till Moscas melankoli. Då och då utnyttjar Sauguet en jambisk rytm för att uttrycka förhöjda känslor, såsom när Fabrice skriver sitt avskedsbrev till Gina, eller operans final. Sauguets orkestrering är klarsynt och understödjer melodin. 
Ouvertyren, som skildrar Slaget vid Waterloo, togs bort före premiären, men Sauguet använde den i sin Symphonie expiatoire, tillägnad krigets oskyldiga offer.